# Efe (Name)
Efe ist ein türkischer männlicher Vorname und Familienname.

## Namensträger

### Vorname
- Efe İnanç (* 1980), türkischer Fußballspieler
- Efe Arda Koyuncu (* 2005), türkischer Fußballspieler

### Familienname
- Atçalı Kel Mehmet Efe (1780–1830), Aufständischer im Osmanischen Reich
- Cem Efe (* 1978), deutsch-türkischer Fußballspieler
- Favour Efe (* 1994), nigerianische Leichtathletin
- Muharrem Efe (* 1990), türkischer Fußballspieler
- Mustafa Efe (* 1965), türkischer Journalist, Buchautor und Verleger
- Pedro Efe (1942–2021), portugiesischer Filmschauspieler
- Recep Efe (* 1990), türkischer Biathlet